# SC Egedal
Der Sports Club Egedal war ein kurzlebiger Fußballverein aus dem in der Egedal Kommune gelegenen Ølstykke-Stenløse in Dänemark.

## Geschichte
2010 wurden Ølstykke und Stenløse zusammengelegt. Nachdem bereits im Jugendbereich eine Kooperation bestanden hatte, kam es im Folgejahr auch zum Zusammenschluss der Fußballmannschaften des vormaligen Zweitligisten Ølstykke FC, der in finanzielle Schwierigkeiten geraten war und 2010 keine Drittligalizenz bekommen hatte, und des Drittligisten Stenløse Boldklub unter dem Namen SC Egedal. Der neue Klub übernahm den Startplatz des Stenløse Boldklub in der drittklassigen 2. Division sowie das Ølstykke-Stadion vom Ølstykke FC als Heimspielstätte. Am Ende der Drittligasaison 2011/12 verpasste die Mannschaft als Tabellenvorletzte der Oststaffel den Klassenerhalt. Nach dem direkten Wiederaufstieg war sie in der Drittligasaison 2013/14 jedoch erneut chancenlos, dieses Mal wurde in der Oststaffel der letzte Tabellenplatz im Endklassement belegt. Im Frühjahr 2015 entschied die Mitgliederversammlung des Stenløse Boldklub, sich aus dem Gemeinschaftsklub zurückzuziehen und wieder selbständig anzutreten. Darauf wurde der Klub im Sommer aufgelöst und der Stenløse Boldklub übernahm das Startrecht in der fünftklassigen Sjællandsserien, während der Ølstykke FC in der untersten Spielklasse auf dem achten Spielniveau den Spielbetrieb wieder aufnahm.